# Glipa guamensis
Glipa guamensis es una especie de coleóptero de la familia Mordellidae.

## Distribución geográfica
Habita en Guam.